# Felix Falkner
Felix Falkner (* 17. August 1964 in St. Gallen) ist ein schweizerischer Komponist.
Er absolvierte ein Studium am Konservatorium in Zürich im Hauptfach Violoncello. Es folgten Weiterbildungen in Musiktheorie, Gesang und Dirigieren. Kompositorische Anregungen erhielt Falkner durch Josef Haselbach und Daniel Glaus. Falkner hat instrumentale und vokale Kammermusik, Orchestermusik, ein Tubakonzert und Chormusik komponiert.

## Auszeichnungen und Preise
- Werkbeiträge der Stadt St. Gallen (1994 + 1998) und des Kantons St. Gallen (2004).

## Werke (Auswahl)

### Orchester
- Aria für Flöte und Streicher (1994)
- Canto für Orchester (1994)
- Kleine Stücke für Streichorchester (1995)
- Cendes für Orchester (1996)
- T. Musik für Tuba und Orchester (2000–04)

### Kammermusik und Solowerke
- Solitude für Streichquartett mit Bassklarinette (1990)
- Spectre dansé. 8 Farben für Orgel (1993)
- Kleine Stücke für Streichquartett (1994)
- Aria für Flöte und Streichquartett (Neufassung 1997)
- Im Schatten, engelgleich für Streichquartett (1997)
- Allein. 5 Vokalisten für Tuba solo (1998)
- Wanderer? für Tuba solo (2002)
- fff (Fünf für fünf). Fünf Stücke für fünf Glocken (2017)
- TACET. Encore für Tuba solo (2018)
- SHRUBA für Tuba und Shruti-Box (2018)

### Vokalwerke
- Missa brevis für Chor SATB (1993)
- Gere curam mei finis. Memento für Sopran, Violoncello und Orgel (1996)
- Baciai per haver… Kontrafaktur nach einem Madrigal von Vittoria Aleotti für Chor SATB (1998)
- Wandrers Nachtlied für Chor SATB (1999)
- De profundis. Lament für Sopran, Klarinette und Horn (1999)
- Ich kehre in mich selbst zurück und finde eine Welt. Intérieur für Sprechstimme, 2 Flöten, 2 Klarinetten und Akkordeon (2002)
- And if thou wilt, remember. Epitaph für Countertenor oder Altstimme und Tuba (2002)
- Jenes blaue Läuten. Nachrufe zu Joseph Kopf für Chor und Tuba (2020/21)